# Међународна јединица
Интернационална јединица (скраћено: И. Ј.) је у фармакологији јединица за количину супстанце, заснована на измереној биолошкој активности или ефекту одређене супстанце. Користи се за витамине, хормоне, неке лекове, вакцине, крвне производе и друге сличне биолошки активне супстанце за које постоји измерена активност и утврђен договор. Јединица није део СИ система већ се стандардизацијом ове јединице бави Светска здравствена организација.
Интернационална јединица зависи од супстанце до супстанце и посебно се утврђује за сваку. За ово је задужен Комитет за биолошку стандардизацију СЗО. Поступак се укратко састоји од припреме референтног препарата, прописивања броја и. ј. у том препарату као и прописивања стандардизованих процедура за поређење других препарата са референтним. На овај начин, без обзира на индивидуалан технолошки поступак припреме, могуће је изразити односно упоредити његов биолошки ефекат.
За велики број супстанци касније се изводи масени еквивалент једне и. ј. након чега се он у већој мери примењује. Међутим, и. ј. углавном остаје у употреби због њене практичне стране. Ово је најчешће случај код супстанци које су доступне у више различитих облика (уједно и различите биолошке активности), где је практичније прописати одређену количину и. ј. него масу, јер коришћење и. ј. омогућава примену било ког од доступних облика, са истим ефектом на организам.